# El Clásico de Uzbekistán
El Clásico de Uzbekistán (en uzbeko: Ўзбек классикоси) es el nombre que recibe una importante rivalidad futbolística entre el FC Pakhtakor Tashkent y el FK Neftchi Farg'ona, los equipos más laureados del fútbol en Uzbekistán.

## Historia
La rivalidad entre los dos equipos comenzó verdaderamente tras la independencia de Uzbekistán, ya que durante la República Socialista Soviética de Uzbekistán, cuando ambos jugaban bajo el sistema de ligas soviético, apenas tuvieron enfrentamientos entre ellos, pues el Neftchi competía en el campeonato republicano uzbeko y el Pakhtakor jugaba en el campeonato soviético. De hecho, el Pakhtakor fue el único equipo uzbeko que jugó en la Soviet Top Liga.
Con la creación de la Liga de fútbol de Uzbekistán, el Neftchi se convirtió en el dominador del fútbol uzbeko con los cuatro primeros títulos de liga conseguidos de forma consecutiva, pese a que el primero se otorgó también a su máximo rival del Pakhtakor por acabar ambos con 51 puntos. Esta rivalidad fue creciendo con el paso de las temporadas hasta ser denominado por los aficionados y los medios de comunicación como el Clásico uzbeko, en comparación con el Clásico español.
Tras la fundación en 2005 del FC Bunyodkor de Tashkent y el dominio que impuso ganando los campeonatos consecutivos de 2008 a 2011, junto a los pobres resultados conseguidos por el Neftchi, el Clásico uzbeko se ha visto superado en seguimiento e intensidad por el derbi de Tashkent disputado entre el Pakhtakor y el Bunyodkor.

## Partidos
La siguiente lista incluye los partidos disputados por ambos equipos desde 1992, año en que se creó la nueva liga independiente de Uzbekistán:
| #  | Temporada | Fecha      | Local      | Visitante  | Resultado | Competición | Goles local                                                                              | Goles visitante                                       | Asistencia |
| -- | --------- | ---------- | ---------- | ---------- | --------- | ----------- | ---------------------------------------------------------------------------------------- | ----------------------------------------------------- | ---------- |
| 1  | 1992      | 25-05-1992 | Pakhtakor  | FC Neftchi | 1–2       | Liga        | I.Sharipov 62'                                                                           | R.Durmonov 50', A.Durmonov 72'                        | 2,000      |
| 2  | 1992      | 21-10-1992 | FC Neftchi | Pakhtakor  | 2–0       | Liga        | R.Bozorov 47', A.Tsarayev 72'                                                            |                                                       | 10,000     |
| 3  | 1993      | 02-05-1993 | FC Neftchi | Pakhtakor  | 2–1       | Liga        | R.Durmonov 17', 20'                                                                      | S.Morgulis 72'                                        | 15,500     |
| 4  | 1993      | 03-10-1993 | Pakhtakor  | FC Neftchi | 5–4       | Liga        | M.Aliev 36', N.Hasanov 38', Sh.Maqsudov 42, F.Magometov 63, M.Kasymov 87'                | Atoyan 40', 53', R.Durmonov 55', A.Durmonov 78'       | 8,000      |
| 5  | 1994      | 11-05-1994 | FC Neftchi | Pakhtakor  | 5–3       | Liga        |                                                                                          |                                                       |            |
| 6  | 1994      | 23-10-1994 | Pakhtakor  | FC Neftchi | 2–0       | Liga        |                                                                                          |                                                       |            |
| 7  | 1995      | 13-05-1995 | FC Neftchi | Pakhtakor  | 1–1       | Liga        |                                                                                          |                                                       |            |
| 8  | 1995      | 11-10-1995 | Pakhtakor  | FC Neftchi | 3–0       | Liga        |                                                                                          |                                                       |            |
| 9  | 1996      | 22-06-1996 | Pakhtakor  | FC Neftchi | 1–1       | Liga        | Y.Nazarov 80'                                                                            | R.Durmonov 36'                                        | 8,000      |
| 10 | 1996      | 06-09-1996 | FC Neftchi | Pakhtakor  | 2–1       | Liga        | R.Durmonov 9', 65'                                                                       | D.Nazarov 10'                                         | 12,000     |
| 11 | 1996      | 10-11-1996 | FC Neftchi | Pakhtakor  | 0–0 (5-4) | Copa        |                                                                                          |                                                       | 2,000      |
| 12 | 1997      | 16-07-1997 | Pakhtakor  | FC Neftchi | 2–1       | Liga        | D.Nazarov, A.Akopyants                                                                   | R.Durmonov                                            |            |
| 13 | 1997      | 12-08-1997 | FC Neftchi | Pakhtakor  | 2–1       | Liga        | Sh.Maqsudov, A.Fyodorov                                                                  | D.Nazarov                                             |            |
| 14 | 1997      | 25-11-1997 | Pakhtakor  | FC Neftchi | 3–2       | Copa        | A.Abduraimov 36' pen, A.Akopyants 88', 118'                                              | Knyazev 12', R.Durmonov 80'                           | 21,000     |
| 15 | 1998      | 18-04-1998 | Pakhtakor  | FC Neftchi | 1–0       | Liga        |                                                                                          |                                                       |            |
| 16 | 1998      | 12-11-1998 | FC Neftchi | Pakhtakor  | 1–1       | Liga        |                                                                                          |                                                       |            |
| 17 | 1999      | 30-04-1999 | FC Neftchi | Pakhtakor  | 3–1       | Liga        | Sh.Maqsudov 4', 70', Isoqov 56'                                                          | A.Abduraimov 74'                                      |            |
| 18 | 1999      | 25-09-1999 | Pakhtakor  | FC Neftchi | 1–2       | Liga        |                                                                                          |                                                       |            |
| 19 | 2000      | 21-03-2000 | Pakhtakor  | FC Neftchi | 0–1       | Liga        |                                                                                          | Ni 75'                                                |            |
| 20 | 2000      | Round 37   | FC Neftchi | Pakhtakor  | 3–1       | Liga        | Knyazev 2', R.Durmonov 30', 40'                                                          | Khodiyev 42'                                          |            |
| 21 | 2001      | 10-06-2001 | Pakhtakor  | FC Neftchi | 1–2       | Liga        |                                                                                          |                                                       |            |
| 22 | 2001      | 11-08-2001 | FC Neftchi | Pakhtakor  | 4–1       | Liga        |                                                                                          |                                                       |            |
| 23 | 2001      | 04-08-2001 | Pakhtakor  | FC Neftchi | 2–1       | Copa        | L.Koshelev 26', 57'                                                                      | A.Berdiev 34'                                         |            |
| 24 | 2002      | 06-04-2002 | Pakhtakor  | FC Neftchi | 2–0       | Liga        | G.Goçgulyýew 14', L.Koshelev 74'                                                         |                                                       |            |
| 25 | 2002      | 05-12-2002 | FC Neftchi | Pakhtakor  | 4–0       | Liga        | A.Berdiev 2', 45', M.Kurbanov 74', R.Durmonov 89'                                        |                                                       |            |
| 26 | 2002      | 04-08-2001 | Pakhtakor  | FC Neftchi | 6–3       | Copa        | G.Goçgulyýew 3', 115', S.Lebedev 4' (o.g.), 110' (o.g.), L.Koshelev 70', Z.Tadjiyev 118' | S.Ni 14', Kurbanov 84', Kholmatov 90'                 |            |
| 27 | 2003      | 15-05-2003 | Pakhtakor  | FC Neftchi | 1–0       | Liga        | S.Djeparov 67'                                                                           |                                                       |            |
| 28 | 2003      | 14-09-2003 | FC Neftchi | Pakhtakor  | 1–2       | Liga        |                                                                                          |                                                       |            |
| 29 | 2004      | 14-06-2004 | Pakhtakor  | FC Neftchi | 6–1       | Liga        | I.Magdeev 2', 82', G.Goçgulyýew 13' p, Ponomaryov 44', Kapadze 79', Vahobov 90+2'        | Otakuziyev 35'                                        | 6,000      |
| 30 | 2004      | 26-09-2004 | FC Neftchi | Pakhtakor  | 1–1       | Liga        | Otakuziyev 59'                                                                           | Shishelov 53'                                         | 15,500     |
| 31 | 2004      | 10-08-2004 | Pakhtakor  | FC Neftchi | 1–0       | Copa, 1/2   | A.Nikolaev 32'                                                                           |                                                       | 6,000      |
| 32 | 2004      | 02-09-2004 | FC Neftchi | Pakhtakor  | 1–2       | Copa, 1/2   | G.Goçgulyýew 44', Shishelov 62'                                                          | I.Kovalenko 78'                                       | 15,000     |
| 33 | 2005      | 18-06-2005 | FC Neftchi | Pakhtakor  | 1–0       | Liga        | Kholmatov 58'                                                                            |                                                       | 17,000     |
| 34 | 2005      | 26-08-2005 | Pakhtakor  | FC Neftchi | 2–0       | Liga        | A.Nikolaev 14', A.Soliev 49'                                                             |                                                       | 12,500     |
| 35 | 2005      | 26-11-2005 | Pakhtakor  | FC Neftchi | 1–0       | Copa, Final | A.Soliev 24'                                                                             |                                                       | 5,000      |
| 36 | 2006      | 27-03-2006 | Pakhtakor  | FC Neftchi | 3–0       | Liga        | A.Kletskov 2', Z.Tadjiyev 47', S.Djeparov 90+2'                                          |                                                       | 7,000      |
| 37 | 2006      | 21-10-2006 | FC Neftchi | Pakhtakor  | 1–1       | Liga        | I.Kovalenko 5'                                                                           | V.Kiryan 48'                                          | 17,000     |
| 38 | 2007      | 17-06-2007 | Pakhtakor  | FC Neftchi | 4–0       | Liga        | R.Bayramov 1', S.Djeparov 68', I.Magdeev 89', A.Geynrikh 90'                             |                                                       | 7,000      |
| 39 | 2007      | 27-08-2007 | FC Neftchi | Pakhtakor  | 0–3       | Liga        |                                                                                          | R.Bayramov 12', Iheruome 74', Koshelev 76'            | 19,500     |
| 40 | 2007      | 26-09-2007 | Pakhtakor  | FC Neftchi | 4–1       | Copa, 1/2   | Z.Tadjiyev 44', I.Suyunov 47', S.Djeparov 53' pen, Kapadze 85'                           | S.Asqaraliyev 24'                                     | 4,500      |
| 41 | 2007      | 06-11-2007 | FC Neftchi | Pakhtakor  | 3–2       | Copa, 1/2   | A.Kholmatov 4', 39', B.Yoqubov 51'                                                       | I.Suyunov 13', A.Geynrikh 21' pen.                    | 8,500      |
| 42 | 2008      | 01-03-2008 | Pakhtakor  | FC Neftchi | 2–0       | Liga        | A.Geynrikh 33', Marković 62'                                                             |                                                       | 8,000      |
| 43 | 2008      | 23-11-2008 | FC Neftchi | Pakhtakor  | 1–0       | Liga        | A.Alijonov 26' pen                                                                       |                                                       | 14,615     |
| 44 | 2008      | 28-07-2008 | FC Neftchi | Pakhtakor  | 0–2       | Copa, 1/2   |                                                                                          | Z.Tadjiyev 17', 71'                                   | 14,523     |
| 45 | 2008      | 02-08-2008 | Pakhtakor  | FC Neftchi | 3–0       | Copa, 1/2   | A.Ismailov 58', Iheruome 66', 84'                                                        |                                                       | 3,152      |
| 46 | 2009      | 15-05-2009 | Pakhtakor  | FC Neftchi | 3–0       | Liga        | Miladinovic 15', Z.Tadjiyev 62', 68'                                                     |                                                       | 8,751      |
| 47 | 2009      | 09-09-2009 | FC Neftchi | Pakhtakor  | 0–2       | Liga        |                                                                                          | F.Tojiyev 20', Marković 32'                           | 17,846     |
| 48 | 2009      | 26-07-2009 | Pakhtakor  | FC Neftchi | 4–1       | Copa, 1/2   |                                                                                          |                                                       |            |
| 49 | 2009      | 30-07-2009 | FC Neftchi | Pakhtakor  | 3–2       | Copa, 1/2   |                                                                                          |                                                       |            |
| 50 | 2010      | 06-05-2010 | FC Neftchi | Pakhtakor  | 3–3       | Liga        | A.Berdiev 26' pen, Saidov 54', Alijonov 90+4'                                            | Geynrikh 23', Tukhtakhodjaev (o.g.) 52', Kletskov 65' | 18,050     |
| 51 | 2010      | 11-09-2010 | Pakhtakor  | FC Neftchi | 1–0       | Liga        | Geynrikh 18'                                                                             |                                                       | 3,262      |
| 52 | 2011      | 22-03-2011 | Pakhtakor  | FC Neftchi | 1–0       | Liga        | Makharadze 15'                                                                           |                                                       | 4,025      |
| 53 | 2011      | 02-08-2011 | FC Neftchi | Pakhtakor  | 0–1       | Copa, 1/4   |                                                                                          | Andreev 45' pen                                       | 14,838     |
| 54 | 2011      | 17-08-2011 | Pakhtakor  | FC Neftchi | 2–1       | Copa, 1/4   | Sharofetdinov 25' pen, Makharadze 43'                                                    | Gayrat Jumaev 41'                                     | 2,337      |
| 55 | 2011      | 22-10-2011 | FC Neftchi | Pakhtakor  | 4–1       | Liga        | A.Berdiev 1', 39', A.Kholiqov 8', 53                                                     | Andreev 24'pen                                        | 17,236     |
| 56 | 2012      | 11-06-2012 | FC Neftchi | Pakhtakor  | 3–1       | Liga        | Sh.Nasibullaev 57', M.Saidov 66', A.Berdiev 82'                                          | D.Hoshimov 46'                                        | 13,058     |
| 57 | 2012      | 05-10-2012 | Pakhtakor  | FC Neftchi | 3–0       | Liga        | T.Abdukholiqov 4', 57', Makharadze 10'                                                   |                                                       | 8,263      |

## Estadísticas
Liga
| Victorias Pakhtakor | 19 |
| Victorias Neftchi   | 17 |
| Empates             | 6  |
| Goles Pakhtakor     | 70 |
| Goles Neftchi       | 58 |
| Total partidos      | 42 |

Copa
| Victorias Pakhtakor | 12 |
| Victorias Neftchi   | 3  |
| Empates             | 0  |
| Goles Pakhtakor     | 35 |
| Goles Neftchi       | 16 |
| Total partidos      | 15 |

### Goleadores
| Jugador            | Club               | Goles   |
| ------------------ | ------------------ | ------- |
| Rustam Durmonov    | Neftchi            | 12      |
| Dilmurod Nazarov   | Pakhtakor          | 6       |
| Ravshan Bozorov    | Neftchi            | 5       |
| Goçguly Goçgulyýew | Pakhtakor          | 5       |
| Shukhrat Maqsudov  | Pakhtakor/ Neftchi | 5 (2/3) |

Shukhrat Maqsudov es el único jugador que ha marcado para ambos clubes.

## Más partidos disputados
Pakhtakor
| Jugador          | Partidos | Notas |
| ---------------- | -------- | ----- |
| Murod Aliev      | 13       | [ 3 ] |
| Pavel Bugalo     | 13       |       |
| Nikolay Shirshov | 11       |       |
| Dilmurod Nazarov | 11       |       |

Neftchi
| Jugador            | Partidos | Notas |
| ------------------ | -------- | ----- |
| Sergey Lebedev     | 17       |       |
| Abdusamat Durmonov | 16       |       |
| Rustam Durmonov    | 13       |       |
| Sergey Ni          | 13       |       |